# باران سرخ در کرالا
باران سرخ بارانی است که به‌طور نامنظم در سال ۲۰۰۱ در جنوب هند بر زمین نشست. تحقیقات دولت هند نشان داد که علت رنگی شدن باران به دلیل وجود هاگ‌های معلق در هوا یک جلبک دریایی بوده است.
باران زرد، سبز و سیاه نیز گزارش شده است. همچنین در سال ۱۸۹۶ و پس از آن چندین بار باران رنگی نیز در کرالا گزارش شد. آخرین بار در ژوئن ۲۰۱۲ و از ۱۵ نوامبر ۲۰۱۲ تا ۲۷ دسامبر ۲۰۱۲ در استان‌های شرقی و شمال مرکزی سریلانکا نیز وجود داشته است.